# Adilson Malanda
Adilson Malanda (Rouen, 29 ottobre 2001) è un calciatore francese, difensore dello Charlotte FC, in prestito dal Middlesbrough.

## Biografia
È nato in Francia da una famiglia di origine congolese.

## Caratteristiche tecniche
Ricopre il ruolo di difensore centrale.

## Carriera
Malanda ha iniziato a giocare a calcio nel settore giovanile del Nîmes. Dal 2019 al 2021 ha militato nella squadra B con cui ha disputato 15 incontri fra quarta e quinta divisione. Nel 2020 ha ottenuto la sua prima ed unica convocazione in prima squadra, per la sfida di Ligue 2 contro il Saint-Étienne.
Il 3 giugno 2021 si è trasferito al Rodez ed il 24 luglio dello stesso anno ha debuttato in Ligue 2 nella sconfitta per 4-0 contro il Caen. Complessivamente ha giocato 34 incontri alla sua prima stagione da professionista.
Il 4 agosto 2022, dopo aver disputato la prima partita della stagione 2022-2023 con il club francese, si è trasferito a titolo definitivo allo Charlotte FC con cui ha firmato fino al 2025 con opzione per un ulteriore anno. Ha debuttato in Major League Soccer il 28 agosto seguente contro il Toronto FC.
Il 20 agosto 2025 si trasferisce a titolo definitivo al Middlesbrough, in Football League Championship, concludendo però in prestito l'annata 2025 allo Charlotte.

## Statistiche

### Presenze e reti nei club
Statistiche aggiornate al 10 novembre 2024.
| Stagione            | Squadra             | Campionato          | Campionato | Campionato | Coppe nazionali | Coppe nazionali | Coppe nazionali | Coppe continentali | Coppe continentali | Coppe continentali | Altre coppe | Altre coppe | Altre coppe | Totale | Totale | Totale |
| Stagione            | Squadra             | Comp                | Pres       | Reti       | Comp            | Pres            | Reti            | Comp               | Pres               | Reti               | Comp        | Pres        | Reti        | Pres   | Reti   |        |
| ------------------- | ------------------- | ------------------- | ---------- | ---------- | --------------- | --------------- | --------------- | ------------------ | ------------------ | ------------------ | ----------- | ----------- | ----------- | ------ | ------ | ------ |
| 2018-2019           | Nîmes 2             | NA2                 | 1          | 0          |                 | -               | -               |                    | -                  | -                  |             | -           | -           | 1      | 0      |        |
| 2019-2020           | Nîmes 2             | NA2                 | 9          | 0          |                 | -               | -               |                    | -                  | -                  |             | -           | -           | 9      | 0      |        |
| 2020-2021           | Nîmes 2             | NA3                 | 5          | 0          |                 | -               | -               |                    | -                  | -                  |             | -           | -           | 5      | 0      |        |
| Totale Nîmes 2      | Totale Nîmes 2      | Totale Nîmes 2      | 15         | 0          |                 | -               | -               |                    | -                  | -                  |             | -           | -           | 15     | 0      |        |
| 2021-2022           | Rodez               | L2                  | 33         | 0          | CF              | 1               | 0               |                    | -                  | -                  |             | -           | -           | 34     | 0      |        |
| ago. 2022           | Rodez               | L2                  | 1          | 0          | CF              | 0               | 0               |                    | -                  | -                  |             | -           | -           | 1      | 0      |        |
| Totale Rodez        | Totale Rodez        | Totale Rodez        | 34         | 0          |                 | 1               | 0               |                    | -                  | -                  |             | -           | -           | 35     | 0      |        |
| 2022                | Charlotte FC        | MLS                 | 6          | 0          | USOC            | 0               | 0               |                    | -                  | -                  |             | -           | -           | 6      | 0      |        |
| 2023                | Charlotte FC        | MLS                 | 29+1       | 0          | USOC            | 2               | 0               |                    | -                  | -                  | LC          | 4           | 0           | 36     | 0      |        |
| 2024                | Charlotte FC        | MLS                 | 32+3       | 1+0        |                 | -               | -               |                    | -                  | -                  | LC          | 2           | 0           | 37     | 1      |        |
| Totale Charlotte FC | Totale Charlotte FC | Totale Charlotte FC | 67+4       | 1+0        |                 | 2               | 0               |                    | -                  | -                  |             | 6           | 0           | 79     | 1      |        |
| Totale carriera     | Totale carriera     | Totale carriera     | 120        | 1          |                 | 3               | 0               |                    | -                  | -                  |             | 6           | 0           | 129    | 1      |        |